# Legestue (dokumentarfilm)
|  | Denne artikel er oprettet af botten Steenthbot ud fra en ekstern database. Den kan derfor have sproglige fejl eller mangler. Denne skabelon kan fjernes efter kontrol af indholdet. |

 For alternative betydninger, se Legestue. (Se også artikler, som begynder med Legestue)
[Legestue] er en dansk dokumentarfilm.